# Флоріс V
Флоріс V Холопський бог (нід. Floris V der keerlen god; 1254 — 27 червня 1296) — граф Голландії та Зеландії в 1256—1294 роках.

## Життєпис

### Регентство
Походив з династії Герульфінгів. Єдиний син Вільгельма, короля Німеччини, та Єлизавети Брауншвейзької. Народився 1254 року. 1256 року після загибелі батька, Флоріса V оголосили графом Голландії та Зеландії.
З огляду на малий вік регентом став його стрийко Флоріс дер Фогт, який того ж року завершив протистояння з Маргаритою II, графинею Фландрії, що почалося ще 1253 року. За угодою Флоріс V ставав повновладним правителем Зеландії, графиня фландрська зрекалася цього володіння. Натомість граф Голландії визнавав за Фландрією володіння на захід від річки Шельда.
1258 року після загибелі регента Флоріса на лицарському турнірі в Антверпені, новим регентом стала вуйня Флоріса V — Аделаїда. У 1261—1266 роках здобув військову та лицарську освіту під орудою Альберта ван Ворна, бургграфа Зеландії.
Бажання приборкати знать призвело до повстання проти Аделаїди. Повсталим допоміг Оттон II, граф Гельдерну, який 1263 року в битві біля Реймерсвалі здобув перемогу над військом регентші. Слідом за цим Оттон II сам став регентом Голландії.

### Панування
1266 року Флоріса V оголошено повнолітнім, внаслідок чого перебрав владу у підлеглих землях. 1268 року надав право Тевтонському ордену призначати пасторів до церкви Св. Пітера в Лейдені. 1269 року уклав союз з Фландрією, спрямований проти графства Ено.
У 1272 році, намагаючись повернути тіло батька, Флоріс V виступив проти західних фризів, але зазнав невдачі. З Кеннемерланда повстання перемістилося на північ Голландії. За цих обставин 1272 року надав права міста поселенню Гауда. Втім у 1274 році до повстання приєдналася шляхта на чолі з Гейсбрехтом IV ван Амстел, Арнаудов ван Амстел, Зведером Абкуде і Германом VI ван Вурденом, які володіли землями на кордоні Утрехтського єпископства і Голландії. Їх підтримали цехи Утрехта, селяни Кеннемерланду, Ватерланд і Амстелланд. В результаті утрехтський єпископ Йоганн I фон Нассау вимушений був тікати з Утрехту.
Графу шляхом поступок вдалося замирити Утрехт і Кеннемерланд. 1275 року надав митні привілеї Амстердаму. У 1277 році зрештою підкорює Утрехт, куди повертає єпископа. Внаслідок цього це поставило Йоганна I фон Нассау в залежність від Голландії, в результаті чого того ж року Флоріс V отримує в заставу територію Нижнього Утрехту. Зрештою це призвело до приєднання в 1279 році земель незадоволених васалів єпископа до Голландії. За прикладом Кеннемерланда Флоріс V провів проселянську реформу у всіх своїх володіннях, за що отримав прізвисько Холопський Бог. Зміцнив торгівельні стосунки з Англією.
1280 року вдалося полонити запеклого ворога Гейсбрехта IV ван Амстел, якого було відправлено до Зеландії. 1281 року влаштував заручини доньки Маргарити з англійським принцем Альфонсо. 1282 року завдав поразки західним фризам, зайнявши громади Опмер, внаслідок чого зумів повернути тіло батька та поховати його в Мідделбурзі. Також заснував в захоплених землях замок Вейден. 1283 року надав підтримку Жану I, герцогу Брабанту, у боротьбі за герцогство Лімбург.
1285 року Флоріс V заручив свого спадкоємця з донькою англійського короля. 1287 року отримав від Рудольфа I Габсбурга, короля Німеччини, підтвердження прав на Зеландію. Протягом 1287—1288 років здійснив низку успішних походів проти західних фризів, яких вдалося підкорити. На захоплених землях звів замок Радбодбург.
1290 року на заклик частини зелландської знаті до графства вдерся Гі де Дамп'єр, граф Фландрії. На о. Вальхерен Флоріса V зненацька було схоплено. Він вимушений був відмовитися від прав на Зеландію. Втім під тиском англійського короля Едуарда I, граф Фландрії звільнив Флоріса V та скасував угоду щодо передачі Зеландії під владу Фландрії.
1291 року прибув до Шотландії. Того ж року прийняв титул володаря Фризландії. 1292 року висунув претензії на шотландський трон як нащадок династії Данкельдів по материнській лінії, але не отримав підтримки від Англії. 1294 року сприяв укладанню між Едуардом I, королем Англії, та Адольфом I Нассау, королем Німеччини, Дордрехтського союзного договору.
1296 року вступив у конфлікт з Англією через рішення англійського короля перемістити контору з торгівлі вовною із голландського Дордрехта до брабантського Мехелену. Флоріс V вступив у союз з Філіппом IV, королем Франції, та Жаном II д'Авеном, графом Ено. У відповідь англійський король Едуард I заборонив торгівлю з Голландією. Невдовзі профламандські феодали Гейсбрехт IV ван Амстел, Герман ван Вурден, Герхард ван Велсен під час полювання схопили Флоріса V, відправивши його до замку Мюйдернслот. Під час спроби звільнення графа було вбито Герхардом ван Велсеном. Владу успадкував його син Ян I.

## Родина
Дружина — Беатріса, донька Гі де Дамп'єр, граф Фландрії
Діти:
- Дірк (в дитинстві)
- Флоріс (в дитинстві)
- Вільгельм (в дитинстві)
- Оттон (в дитинстві)
- Вільгельм (в дитинстві)
- Флоріс (в дитинстві)
- Ян (1284—1299), граф Голландії
- Беатріса (в дитинстві)
- Мехтільда (в дитинстві)
- Єлизавета (в дитинстві)
- Маргарита (д/н—1284)

7 бастардів